# Tetrazen
Tetrazen – organiczny związek chemiczny używany jako materiał wybuchowy inicjujący.

## Właściwości
Tetrazen jest krystalicznym ciałem stałym o bladożółtej barwie, gęstości 1,46 g/cm³ i niewielkiej
higroskopijności (0,77% w 30 °C). Jest nierozpuszczalny w wodzie, alkoholu, eterze, chloroformie. Wykazuje własności zasadowe, nie reaguje z metalami. Jest trwały w temperaturach poniżej 75 °C. Ma mniejszą siłę niż piorunian rtęci, ale jest od niego bardziej wrażliwy.
Używany głównie w spłonkach jako dodatek (2–3%) do innych materiałów inicjujących w celu zwiększenia ich wrażliwości.

## Otrzymywanie
Otrzymuje się go w wyniku reakcji azotanu lub siarczanu aminoguanidyny z azotynem sodu.